# (3974) Verveer
(3974) Verveer (1982 FS) – planetoida z pasa głównego asteroid okrążająca Słońce w ciągu 4,2 lat w średniej odległości 2,6 j.a. Odkryta 28 marca 1982 roku.